# Дієго Гомес (парагвайський футболіст)
Дієго Александер Гомес Амарілья (ісп. Diego Alexander Gómez Amarilla, нар. 27 березня 2003, Асунсьйон) — парагвайський футболіст, півзахисник американського «Інтера» (Маямі) та національної збірної Парагваю.

## Клубна кар'єра
Народився 27 березня 2003 року в Асунсьйоні. Вихованець футбольної школи клубу «Лібертад». Дорослу футбольну кар'єру розпочав 2022 року в основній команді того ж клубу, в якій провів 40 матчів чемпіонату. 2022 року ставав у його складі чемпіоном Парагваю.
У липні 2023 року перейшов до американського «Інтера» (Маямі), з яким уклав контракт до кінця 2026 року.

## Виступи за збірні
2023 року залучався до складу молодіжної збірної Парагваю.
2022 року дебютував в офіційних матчах у складі національної збірної Парагваю.
2024 року був включений до заявки олімпійської збірної Парагваю для участі у футбольному турнірі на тогорічних Олімпійських іграх у Парижі.
| Дата       | Місто            | Господарі | Результат | Гості     | Турнір            | Голи | Примітки |
| ---------- | ---------------- | --------- | --------- | --------- | ----------------- | ---- | -------- |
| 31-8-2022  | Атланта          | Мексика   | 0 – 1     | Парагвай  | товариський матч  | -    | 71'      |
| 23-9-2022  | Вінер-Нойштадт   | ОАЕ       | 0 – 1     | Парагвай  | товариський матч  | -    | 89'      |
| 27-3-2023  | Сантьяго         | Чилі      | 3 – 2     | Парагвай  | товариський матч  | -    | 72'      |
| 18-6-2023  | Асунсьйон        | Парагвай  | 2 – 0     | Нікарагуа | товариський матч  | -    | 60'      |
| 7-9-2023   | Сьюдад-дель-Есте | Парагвай  | 0 – 0     | Перу      | Відбір до ЧС 2026 | -    | 66'      |
| 16-11-2023 | Сантьяго         | Чилі      | 0 – 0     | Парагвай  | Відбір до ЧС 2026 | -    | 38' 62'  |
| 21-11-2023 | Асунсьйон        | Парагвай  | 0 – 1     | Колумбія  | Відбір до ЧС 2026 | -    | 66'      |
| Усього     |                  | Матчів    | 7         |           | Голів             | 0    |          |

## Титули і досягнення
- Чемпіон Парагваю (1):

«Лібертад»: 2022